# Nataliya Huba
Nataliya Petrivna Huba –en ucraniano, Наталія Петрівна Губа– (Dnipropetrovsk, URSS, 11 de marzo de 1978) es una deportista ucraniana que compitió en remo.
Ganó tres medallas en el Campeonato Europeo de Remo entre los años 2007 y 2011. Participó en los Juegos Olímpicos de Atenas 2004, ocupando el sexto lugar en la prueba de doble scull.

## Palmarés internacional
| Campeonato Europeo | Campeonato Europeo  | Campeonato Europeo | Campeonato Europeo |
| Año                | Lugar               | Medalla            | Prueba             |
| ------------------ | ------------------- | ------------------ | ------------------ |
| 2007               | Poznań (Polonia)    | Medalla de oro     | Cuatro scull       |
| 2009               | Brest (Bielorrusia) | Medalla de bronce  | Ocho con timonel   |
| 2011               | Plovdiv (Bulgaria)  | Medalla de oro     | Cuatro scull       |